# Southeastern Conference
A Southeastern Conference (SEC) (português: Conferência do sudeste) é uma conferência da Divisão I da NCAA, com a sede oficial em Birmingham, Alabama.
Os esportes praticados nesta conferência são: basebol, basquetebol, futebol americano, Cross country, futebol, golf, softbol, ginástica, natação e Saltos ornamentais, voleibol, tênis e equitação.
Desde 1994, o jogo do campeonato da conferência de futebol americano da SEC é disputado em Atlanta. Foi disputado no Georgia Dome até 2016 e transferido para o Mercedes-Benz Stadium quando o local foi inaugurado em 2017. As equipes campeãs da SEC se classificavam para a BCS National Championship Game, onde venceram a maioria das edições. 
Com a criação do College Football Playoff (CFP) em 2014, embora a SEC não possua mais uma classificação automática como era anteriormente na BCS, a SEC teve representantes no Playoff em todos os anos desde a sua criação em 2014. Alabama disputou todas as edições entre 2014 e 2018, sendo campeã nacional em 2015 e 2017 e vice campeã em 2016 e 2018. Georgia teve uma participação em 2017, quando foi vice-campeã para Alabama, ano este, onde os dois finalistas do Playoff eram membros da SEC, algo nunca antes feito por nenhuma outra conferência. Em 2019, LSU foi para sua primeira aparição no CFP e também sagrou-se campeã nacional. O que deixa a SEC com 3 títulos e 6 aparições em finais (somente não participou da final em 2014, quando Alabama foi eliminado na semifinal) em 6 edições do CFP, o maior número de títulos e aparições entre todas as conferências.

## Membros

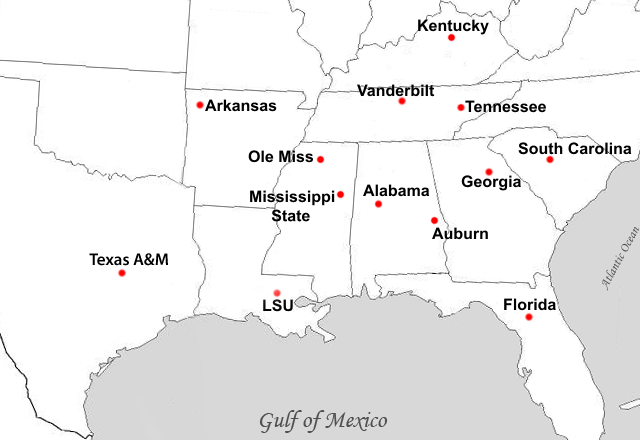
Localização dos membros da SEC.

### Membros atuais
| Instituição                          | Localização               | Tipo    | Equipe       | Ano de filiação |
| ------------------------------------ | ------------------------- | ------- | ------------ | --------------- |
| Universidade do Alabama              | Tuscaloosa, Alabama       | Pública | Crimson Tide | 1932            |
| Universidade do Arkansas             | Fayetteville, Arkansas    | Pública | Razorbacks   | 1991            |
| Universidade de Auburn               | Auburn, Alabama           | Pública | Tigers       | 1932            |
| Universidade da Flórida              | Gainesville, Flórida      | Pública | Gators       | 1932            |
| Universidade da Geórgia              | Athens, Geórgia           | Pública | Bulldogs     | 1932            |
| Universidade de Kentucky             | Lexington, Kentucky       | Pública | Wildcats     | 1932            |
| Universidade Estadual da Luisiana    | Baton Rouge, Luisiana     | Pública | Tigers       | 1932            |
| Universidade Estadual do Mississippi | Starkville, Mississippi   | Pública | Bulldogs     | 1932            |
| Universidade do Missouri             | Columbia, Missouri        | Pública | Tigers       | 2012            |
| Universidade do Mississippi          | Oxford, Mississippi       | Pública | Rebels       | 1932            |
| Universidade de Oklahoma             | Norman, Oklahoma          | Pública | Sooners      | 2024            |
| Universidade da Carolina do Sul      | Columbia, Carolina do Sul | Pública | Gamecocks    | 1991            |
| Universidade do Tennessee            | Knoxville, Tennessee      | Pública | Volunteers   | 1932            |
| Universidade Texas A&M               | College Station, Texas    | Pública | Aggies       | 2012            |
| Universidade do Texas em Austin      | Austin, Texas             | Pública | Longhorns    | 2024            |
| Universidade Vanderbilt              | Nashville, Tennessee      | Privada | Commodores   | 1932            |

### Membros antigos
| Instituição                        | Localização            | Equipe         | Tipo    | Ano de filiação | Ano de desfiliação | Conferência Atual                                 |
| ---------------------------------- | ---------------------- | -------------- | ------- | --------------- | ------------------ | ------------------------------------------------- |
| Universidade do Sul                | Sewanee, Tennessee     | Tigers         | Privada | 1932            | 1940               | Southern Athletic Association (NCAA Division III) |
| Instituto de Tecnologia da Geórgia | Atlanta, Geórgia       | Yellow Jackets | Pública | 1932            | 1964               | Atlantic Coast Conference                         |
| Universidade Tulane                | Nova Orleans, Luisiana | Green Wave     | Privada | 1932            | 1966               | American Athletic Conference                      |

## Campeonatos nacionais da NCAA
| Futebol americano (33) 1934 - Alabama 1938 - Tennessee 1940 - Tennessee 1941 - Alabama 1942 - Georgia 1950 - Kentucky e Tennessee 1951 - Tennessee 1952 - Georgia Tech^ 1957 - Auburn 1958 - LSU 1959 - Ole Miss 1960 - Ole Miss 1961 - Alabama 1962 - Ole Miss 1964 - Arkansas 1965 - Alabama 1967 - Tennessee 1973 - Alabama 1978 - Alabama 1979 - Alabama 1980 - Georgia 1992 - Alabama 1996 - Florida 1998 - Tennessee 2003 - LSU 2006 - Florida 2007 - LSU 2008 - Florida 2009 - Alabama 2010 - Auburn 2011 - Alabama 2012 - Alabama 2015 - Alabama 2017 - Alabama 2019 - LSU 2020 - Alabama 2021 - Georgia 2022 - Georgia Notas: ^ O time não pertence mais à SEC porém no ano do título era membro da SEC. Basquetebol masculino (12) 1935 - LSU 1948 - Kentucky 1949 - Kentucky 1951 - Kentucky 1958 - Kentucky 1978 - Kentucky 1994 - Arkansas 1996 - Kentucky 1998 - Kentucky 2006 - Florida 2007 - Florida 2012 - Kentucky Basquetebol feminino (12) 1987 - Tennessee 1989 - Tennessee 1991 - Tennessee 1996 - Tennessee 1997 - Tennessee 1998 - Tennessee 2007 - Tennessee 2008 - Tennessee 2017 - South Carolina 2022 - South Carolina 2023 - LSU 2024 - South Carolina Basebol (15) 1990 - Georgia 1991 - LSU 1993 - LSU 1996 - LSU 1997 - LSU 2000 - LSU 2009 - LSU 2010 - South Carolina 2011 - South Carolina 2014 - Vanderbilt 2017 - Florida 2019 - Vanderbilt 2021 - Mississippi State 2022 - Ole Miss 2023 - LSU Softbol (3) 2012 - Alabama 2014 - Florida 2015 - Florida |  | Atletismo indoor masculino (19) 1993 - Arkansas 1994 - Arkansas 1995 - Arkansas 1997 - Arkansas 1998 - Arkansas 1999 - Arkansas 2000 - Arkansas 2001 - LSU 2002 - Tennessee 2003 - Arkansas 2004 - LSU 2005 - Arkansas 2006 - Arkansas 2010 - Florida 2011 - Florida 2012 - Florida 2013 - Arkansas 2017 – Texas A&M 2018 – Florida Atletismo indoor feminino (16) 1987 - LSU 1989 - LSU 1991 - LSU 1992 - Florida 1993 - LSU 1994 - LSU 1995 - LSU 1996 - LSU 1997 - LSU 2002 - LSU 2003 - LSU 2004 - LSU 2005 - Tennessee 2009 - Tennessee 2015 – Arkansas 2018 – Georgia Atletismo masculino (19) 1933 - LSU 1974 - Tennessee 1989 - LSU 1990 - LSU 1991 - Tennessee 1992 - Arkansas 1993 - Arkansas 1994 - Arkansas 1995 - Arkansas 1996 - Arkansas 1997 - Arkansas 1998 - Arkansas 1999 - Arkansas 2001 - Tennessee 2002 - LSU 2003 - Arkansas 2012 - Florida 2013 - Florida e Texas A&M 2016 − Florida 2017 − Florida Atletismo feminino (18) 1981 – Tennessee (AIAW) 1987 - LSU 1988 - LSU 1989 - LSU 1990 - LSU 1991 - LSU 1992 - LSU 1993 - LSU 1994 - LSU 1995 - LSU 1996 - LSU 1997 - LSU 2000 - LSU 2002 - South Carolina 2003 - LSU 2006 - Auburn 2008 - LSU 2014 – Texas A&M |  | Hipismo feminino (14): 2003 – Georgia 2004 – Georgia 2005 – South Carolina 2006 – Auburn 2007 – South Carolina 2008 – Georgia 2009 – Georgia 2010 – Georgia 2011 – Auburn 2013 – Auburn 2014 – Georgia 2015 – South Carolina 2016 – Auburn 2017 – Texas A&M 2018 – Auburn Cross country masculino (7) 1972 - Tennessee 1992 - Arkansas 1993 - Arkansas 1995 - Arkansas 1998 - Arkansas 1999 - Arkansas 2000 - Arkansas Cross country feminino (1) 1988 - Kentucky Futebol feminino (1) 1998 - Florida Golfe masculino (13) 1940 - LSU 1942 - LSU 1947 - LSU 1955 - LSU 1968 - Florida 1973 - Florida 1993 - Florida 1999 - Georgia 2001 - Florida 2005 - Georgia 2013 - Alabama 2014 - Alabama 2015 – LSU Golfe feminino (4) 1995 - Florida 1996 - Florida 2001 - Georgia 2012 - Alabama Boxe masculino (1) 1949 - LSU Boliche feminino (2) 2007 - Vanderbilt 2018 – Vanderbilt Tiro esportivo (2) 2011 - Kentucky 2018 – Kentucky Natação e saltos ornamentais masculino (11) 1978 - Tennessee 1983 - Florida 1984 - Florida 1997 - Auburn 1999 - Auburn 2003 - Auburn 2004 - Auburn 2005 - Auburn 2006 - Auburn 2007 - Auburn 2009 - Auburn |  | Natação e saltos ornamentais feminino (15) 1979 - Florida (AIAW) 1982 - Florida 1999 - Georgia 2000 - Georgia 2001 - Georgia 2002 - Auburn 2003 - Auburn 2004 - Auburn 2005 - Georgia 2006 - Auburn 2007 - Auburn 2010 - Florida 2013 - Georgia 2014 - Georgia 2016 – Georgia Tênis masculino (7) 1959 - Tulane^ 1985 - Georgia 1987 - Georgia 1999 - Georgia 2001 - Georgia 2007 - Georgia 2008 - Georgia Notas: ^ O time não pertence mais à SEC porém no ano do título era membro da SEC. Tênis feminino (10) 1992 - Florida 1994 - Georgia 1996 - Florida 1998 - Florida 2000 - Georgia 2003 - Florida 2011 - Florida 2012 - Florida 2015 – Vanderbilt 2017 – Florida Ginástica feminino (18) 1982 – Florida (AIAW) 1987 - Georgia 1988 - Alabama 1989 - Georgia 1991 - Alabama 1993 - Georgia 1996 - Alabama 1998 - Georgia 1999 - Georgia 2002 - Alabama 2005 - Georgia 2006 - Georgia 2007 - Georgia 2008 - Georgia 2009 - Georgia 2011 - Alabama 2012 - Alabama 2013 - Florida 2014 - Florida (e Oklahoma) 2015 – Florida |